# ادیتویل، ویکتوریا
ادیتویل (به انگلیسی: Edithvale) یک منطقهٔ مسکونی در استرالیا است که در ویکتوریا (استرالیا) واقع شده‌است.